# Doste Maomé Cã (Bopal)
Dost Maomé Cã (1657–1728) foi o fundador do Estado de Bhopal na Índia central. Ele fundou a cidade moderna de Bhopal, a capital do estado de Madia Pradexe.
Um Pastó de Tirah, Dost Maomé Cã se alistou no exército imperial mogol em Deli em 1703. Ele rapidamente subiu nos cargos, e foi levado para a província de Malwa na Índia central. depois da morte do Imperador Aurangzeb, Cã começou a realizar serviços de mercenário aos muitos chefes locais na região politicamente instável de Malwa. Em 1709, ele tomou concessão do estado de Berasia, enquanto servia no pequeno principado de Mangalgarh como um mercenário. Ele convidou o seus seguidores Pastós para Malwa para criar um grupo de associados leais.
Cã se aliou com os chefes Rajput locais de Malwa em uma rebelião contra o Império Mogol. Derrotado e ferido na batalha crucial, ele terminou ajudando um ferido chamado, Saíde Huceine Ali Cã Barha, um dos irmãos Saíde. Isso o ajudou a ganhar a amizade dos irmãos Saíde, que tinham se tornado "fazedores de reis" altamente influentes na corte Mogol. Consequentemente, Cã anexou vários territórios de Malwa ao seu estado. Cã também fez serviços mercenários, Rani Kamlapati, o governante de um pequeno reino Gonde, e recebeu o território de Bhopal (na época uma pequena vila) como pagamento. Depois da morte de Rani, ele matou o filho dela e anexou o reino de Gond. Durante o inicio da década de 1720, ele transformou a vila de Bhopal em uma cidade fortificada, e ficou com o título de Nababo, que era usado pelos governantes de principados muçulmanos na Índia.
O apoio de Cã aos irmãos Saíde deu a ele a inimizade de um nobre mogol rival que tinha o título de Nizã Almulque. O Nizã invadiu Bhopal em março de 1724, forçando Cã a ceder muito do seu território, dar o seu filho de refém e aceitar a soberania do Nizã. Em seus anos finais, Cã buscou inspiração nos mitos e santos Sufistas, venerando além do espiritualismo. Ele e outros Pastós que se assentaram em Bhopal durante o seu reinado, trouxeram a influência pastó e muçulmana a cultura e a arquitetura de Bhopal.
Durante o seu apogeu, o estado de Bhopal possuiu um território de dezoito mil quilômetros quadrados. O estado se tornou um protetorado britânico em 1818 e foi governado pelos descendentes de Dost Maomé Cã até 1949, quando se uniu ao Domínio da Índia.

## Juventude
Dost Maomé Cã nasceu na região de Tirah na fronteira ocidental do Império Mogol (agora em áreas tribais federalmente administradas no Paquistão). Seu pai Nur Maomé Cã era um nobre Pastó pertencente ao clã de Mirazikhel da tribo Orakzai. Essa tribo viveu nas regiões de Tirah e Pexauar.
Durante os seus 20 anos, Dost Maomé Cã noivou com Mehraj Bibi, uma mulher bonita de um clã vizinha de Orakzai. Entretanto, Mehraj mais tarde foi prometida ao primo dele, porque a personalidade de Cã foi vista como rude e agressiva. Ele, bravo, matou o seu primo deixando ele no Ostracismo da sua família.
Atraído pela promessa de um futuro brilhante trabalhando para o imperador Aurangzeb, Cã foi para Jalalabad, perto de Deli, onde seus parentes Paçós estavam assentados. Ele foi recebido pelo parente, Jalal Cã, o mansabdar (um aristocrata militar) mogol do subúrbio de Lohari. Ele chegou em Jalalabad em alguma época entre 1696 e 1703, e passou algum tempo com a família de Jalal Cã. Durante uma celebração de aniversário, houve uma luta entre Dost e um dos filhos de Jalal Cã, por causa de uma jovem arrumadeira. O filho de Jalal Cã atacou Dost com um arco e flecha, e Dost o matou com uma adaga em retalhação.
Depois desse incidente, Dost Maomé Cã decidiu fugir para Deli, a capital mogol. Seu cavalo colapsou e morreu depois de seis horas galopando. Cã continuou a sua jornada a pé e chegou em Karnal. Enquanto esperava em uma padaria para roubar comida, ele foi reconhecido pelo Mulá de Kashgar, que tinha dado um Alcorão a ele em Tirah. O Mulá tinha deixado o Pashtunistão, e fundado um madraçal. Cã passou um ano sob o comando do Mulá, depois ele decidiu se juntar ao seu exército mogol. O mulá o ajudou financeiramente dando a ele um cavalo e cinco asharfis (moedas de ouro).

## Serviço militar mogol
Em 1703, Dost Maomé Cã se alistou com Mir Fazlullah, o guardador de armas de Aurangzeb. Perto de 1704, ele foi ordenado para parar uma rebelião do governador Tardi Beg, que comandava um exército na região de Bundelkhand. Dost liderou o batalhão mogol de Gwalior em uma batalha com o exército de Tardi Beg, liderado pelo general, Kashko Cã. Mesmo ferido com as espadas dos guardas de Kashko Cã e pelo mahout (cavalgador de elefantes), Dost tentou matar Kashko Cã na batalha. Ele entregou a cabeça decapitada de Kashko para Mir Fazlullah em Deli.
Em 1705, Mir Fazlullah apresentou o regimento de Dost Maomé Cã para o imperador Aurangzeb. De acordo com o rozanmacha(diário) de Cã, Aurangzeb ficou impressionado com ele, lhe presenteou com dois punhado de moedas de ouro e pediu Fazlullah a tratá-lo bem e dar-lhe um comando apropriado. Em troca, Cã transmitiu a sua lealdade para com o Imperador. Depois disso, Cã subiu rapidamente na hierarquia, e foi atribuído à província Malwa na Índia central. Malwa era politicamente instável no momento, e Aurangzeb tinha vindo a substituir os governadores em rápida sucessão. Os Maratas, os chefes Rajput e chefes feudais muçulmanos tentaram conseguir o poder em torno da região, e os Mongóis estavam enfrentando várias revoltas.
A morte da morte do imperador Aurangzeb em 20 de fevereiro de 1707 alcançou Cã, quando ele estava em Bilsa. A guerra de sucessão eclodiu entre os filhos de Aurangzeb, dos quais dois se aproximaram de Cã para conquistar sua fidelidade. No entanto, Cã se recusou a se aliar com qualquer um deles, dizendo que ele não podia levantar sua espada contra qualquer de seus filhos desde que ele tinha feito um juramento de ser fiel ao Imperador.

## Carreira de mercenário
Após a morte do imperador Aurangzeb, Malwa começou a sentir lutas pelo poder entre os vários chefes locais devido ao enfraquecimento da autoridade central. Dost Maomé Cã se tornou o chefe de um bando de cinquenta mercenários pastós, e começou a prover aos chefes locais proteção contra o saque e a pilhagem. Esses chefes incluíram Raja Reshb Das (1695–1748) de Sitamau, Maomé Faruque (Governador de Bilsa), Dié Badur (o governador suplente de Malwa) e Raja Anand Singh Solanki de Mangalgarh.
Mangalgarh era um pequeno principado Rajput em Malwa, governado por Raja Anand Singh Solanki. A mãe viuvá de Raja havia tido uma grande simpatia por Dost Maomé Cã. Depois da morte de Rajas em Delhi, ela o nomeou kamdar ou mukhtar ("guardião") de Mangalgarh, perto de 1708. Cã foi ordenado a proteger a viúva Rani (rainha) e o seu estado. Durante o seus serviços em Mangalgarh, ele se casou com Kunwar Sardar Bai, a filha de Anand Singh, que mais tarde se converteu ao islã e adotou o nome de Fatah Bibi (também escrito Fateh Bibi). Cã se casou com muitas outras mulheres, mas Fatah Bibi continuou sendo a sua esposa favorita.
Com o passar dos anos, Cã trabalhou fora de Mangalgarh, trabalhando para qualquer um que estivesse disposto a pagar pelos seus serviços.

## Estado de Berasia
Em 1709, Dost Maomé Cã decidiu criar o seu próprio estado feudal. Berasia, um pequeno mustajiri (estado rentável) perto de Mangalgarh, estava sob o controle do titular do feudo Mogol com sede em Deli, Taj Maomé Cã. Esse estado sofreu de anarquia e com a falta de leis devido aos ataques regulares de salteadores e saqueadores. Com os conselhos de Maomé Sala, Sunder Rai e Alam Chand Kanoongo, Dost Maomé Cã tomou o controle de Berasia. A concessão envolveu o pagamento de trinta mil rupias, que ele esteve disposto a pagar com a ajuda da sua esposa, Fatah Bibi, que pertencia a família real de Mangalgarh. Cã nomeou Maulvi Maomé Saleh como qazi (juiz), construiu uma mesquita e um forte, e instalou seus conselheiros afegãos em vários cargos administrativos.
Dost Maomé Cã também tentou ganhar alguns territórios de Gujarate, mas ele não conseguiu. Após ter sido derrotado por um chefe militar Marata durante um ataque fracassado em Gujarat, ele foi preso pelos próprios soldados rebeldes.Ele foi libertado depois que sua esposa, Fatah Bibi, pagou um resgate para seus captores.
As desenfreado lutas de poder e deslealdade, especialmente a sua prisão por seus próprios homens depois do ataque em Gujarat, tinha feito Cã desconfiar das pessoas ao seu redor. Ele, portanto, convidou seus parentes em Tirah de Malwa. O pai de Khan, Mehraj Bibi (sua esposa - a garota que ele estava envolvido em Tirah) e seus cinco irmãos chegaram em Berasia em 1712, com cerca de 50 membros de tribos do Mirazikhel. Seu pai morreu em 1715, pouco depois de chegar em Berasia. Seus cinco irmãos eram Sher, Alif, Shah, Mir Ahmad e Aqil; todos, exceto Aqil morreram em batalhas subsequentes. Os pastós que tinham acompanhado a família imediata de Cã, mais tarde foram conhecidos como "Barru-kat Pathans", e suas famílias tornaram-se altamente influente em Bhopal.  Eles eram conhecidos como Barru-kat (cortadores de cana) Pathans, uma vez que inicialmente fizeram suas casas com canas de colmo.

## Lutas com os chefes locais
Os vizinhos Rajput de Mangalgarh, liderados pelo Thakur (chefe) de Parason (agora um vilarejo em Berasia), formaram uma aliança para conter o poder do Rani de Mangalgarh. A batalha entre Mangalgarh e o Thakur durou dias. Durante o festival de Holi, o Thakur insistiu em uma trégua para as celebrações. Dost Maomé Cã concordou com um cessar-fogo, mas também enviou um espião vestido como um beggar ao campo do Thakur. O espião voltou com as noticias de que os em estado de bebedeira. Cã violou a trégua e atacou o campo inimigo a noite, derrotando os chefes Rajput decisivamente. Dost também conquistou os territórios Rajput adjuntos, como Khichiwara and Umatwara.
Em 1715, Cã entrou em conflito com outro chefe Rajput de uma região vizinha, Narsingh Rao Chauhan (também conhecido como Narsingh Deora), que governava a vila fortificada de Jagdishpur perto de Berasia. Narsingh Deora ordenava tributos do Patel de Barkhera em Dillod, que mais cedo havia dado abrigo a Dost depois dele ter fugido do campo mogol. Cã concordou em negociar um tratado com Narsingh, e os dois lados se encontraram em Jagdishpur, com dezesseis homens cada um 16. Cã acampou em uma tenda no perto do Rio Thal (também conhecido como Banganga) para a reunião. Depois de um almoço arranjado por ele para os dois lados, ele ficou de fora com o pretexto de ordenar ittar (perfume) e paan (folha de betel), que era na verdade era um sinal dos homens escondidos de Cã para matar os Rajputs. Foi dito que o Rio Thal ficou vermelho devido ao sangue das vitimas, e antes disso foi renomeado como Rio "Halali" (o rio da chacina). Após esse incidente, Cã renomeou Jagdishpur para Islamnagar, melhorou o forte e fez do lugar a sua capital.
O primo de Cã, Diler Maomé Cã (ou Dalel Cã) tinha adquirido alguns territórios e fundado o seu próprio estado, o Estado de Kurwai. Em 1722, ele visitou  Berasia com a proposta de que os dois primos se juntassem para estender, e suas aquisições de terras e propriedades fossem igualmente divididas. Entretanto, o primo de Dost Maomé Cã foi assassinado.
Dost Maomé Cã também lutou contra Diye Bahadur, um general Rajput e subedar (governador) Mogol. O exército de Diye Bahadur inicialmente derrotou o de Cã, que fugiu do campo de batalha. Cã, gravemente ferido, perdeu um dos irmãos na batalha e foi feito prisioneiro. Ele foi bem tratado pelos Rajputs, e foi apresentado a Diye Bahadur após se recuperar. Diye Bahadur ofereceu a Cã uma posição no seu próprio exército, mas Cã recusou, enquanto expressava gratidão pela gentileza de Bahadur. Quando ele perguntou se ele iria pensar sobre a oferta, Cã disse que iria lutar novamente contra Diye Bahadur. Bahadur, impressionado com a bravura de, o soltou. Alguns meses depois, Cã derrotou Diye Bahadur com o seu novo exército.

## Aliança com os Irmãos Saíde
Os Irmãos Saíde eram dois nobres que se tornaram altamente influentes na corte mogol após a morte do imperador Aurangzeb. O filho de Aurangzeb, Badur I derrotou os seus irmãos para tomar o trono com a ajuda dos Irmãos Saíde e de Nizã Almulque, outro administrador influente na corte mogol. Bahadur Shah I morreu em 1712 e o seu sucessor Jahandar Xá foi assassinado a mando dos Irmãos Saíde. Em 1713, o sobrinho de Jahandar, Farrukhsiyar foi instalado como um rei vassalo pelos irmãos, que conspiraram para enviar Nizã Almulque para Decão, longe da corte mogol. Desiludido com a corte mogol, Nizã Almulque iniciou o seu próprio estado independente, e virou o governante de Malwa e Decão.
Quando os mogóis enviaram um batalhão para destruir a rebelião dos chefes Rajput de Malwa, Dost Maomé Cã ficou do lado dos Rajputs. Na batalha crucial, seus homens fugiram do campo de batalha, deixando ele gravemente ferido e inconsciente. Em seu diário, Cã escreveu que ele só ganhou consciência quando os chacais estavam mordendo os seus membros. Cã ofereceu o pouco de água em seu mushuk (transportador de água) para um soldado mogol ferido e com sede, que estava gemendo para afastar os chacais. Mais tarde ele descobriu que esse homem era Saíde Huceine Ali Cã Barha, o mais novo dos Irmãos Saíde.
Quando os soldados mogóis chegaram para resgatar Saíde Huceine Ali, Dost Maomé Cã também foi resgatado como uma recompensa pela sua gentileza em oferecer água ao nobre. Cã foi tratado com os cuidados de Saíde Huceine Ali, que ofereceu a ele o cargo de governador de Allahabad. Cã declarou sua lealdade aos Irmãos Saíde, mas recusou a oferta, porque ele não queria sair de Maluá. Ele foi enviado de volta para Mangalgar recompensado com moedas de ouro e muitos cavalos.
A lealdade de Cã aos Irmãos Saíde deu a ele a ira de Nizã Almulque, que se aliou ao Imperador mogol Maomé Xá para matar os Irmãos Saíde entre 1722 e 1724.

## Expansão do feudo
Logo após o retorno de Dost Maomé Cã a Mangalgar, a viúva Rani (rainha) do principado havia morrido sem herdeiros. Com a morte de Rani, Cã usurpou o território de Mangalgarh. Com o apoio dos seus associados "Barru-kat" Pathan, Cã tentou construir o seu próprio feudo. Ele travou batalhas para anexar vários territórios, perdendo dois de seus irmãos nas lutas. Vários chefes locais (jagirs e zamindars) aceitaram sua soberania, sem a necessidade de uma luta.
Enquanto Khan estava longe de Mangalgar, Maomé Faruque Haquim, o Governador de Bilsa, havia aprisionado seus homens e confiscado seus bens pessoais. Quando confrontado, ele disse que ele acreditava que Cã tinha morrido na batalha com os Mongóis. Ele liberou os homens presos, mas retornou apenas metade dos pertences de Cã. A hostilidade resultou em uma batalha perto Bilsa. O exército de Faruque incluía quarenta mil soldados Marata e Rajput, enquanto Cã estava com apenas cinco mil afegãos, apoiados por alguns soldados Rajput. Em uma batalha unilateral, Cã perdeu seu irmão Xer Maomé Cã e seus homens fugiram do campo de batalha. Dost Maomé Cã, com alguns seus homens mais leais, teve que se esconder em um matagal perto do campo de batalha. Enquanto ele estava escondido, ele viu Faruque montando um elefante. Vestiu-se com o uniforme de um dos soldados mortos de Faruque, escondeu o rosto com um lenço e um capacete e em meio ao ruído dos tambores de vitória, ele montou na howdah (cela) do elefante, matou Faruque e sua guarda, e reivindicou a vitória.
Cã também tomou o controle de vários territórios em Ashta, Debipura, Doraha, Gulgaon, Gyaraspur, Ichhawar, Sehore e Shujalpur.

## Rani Kamlapati

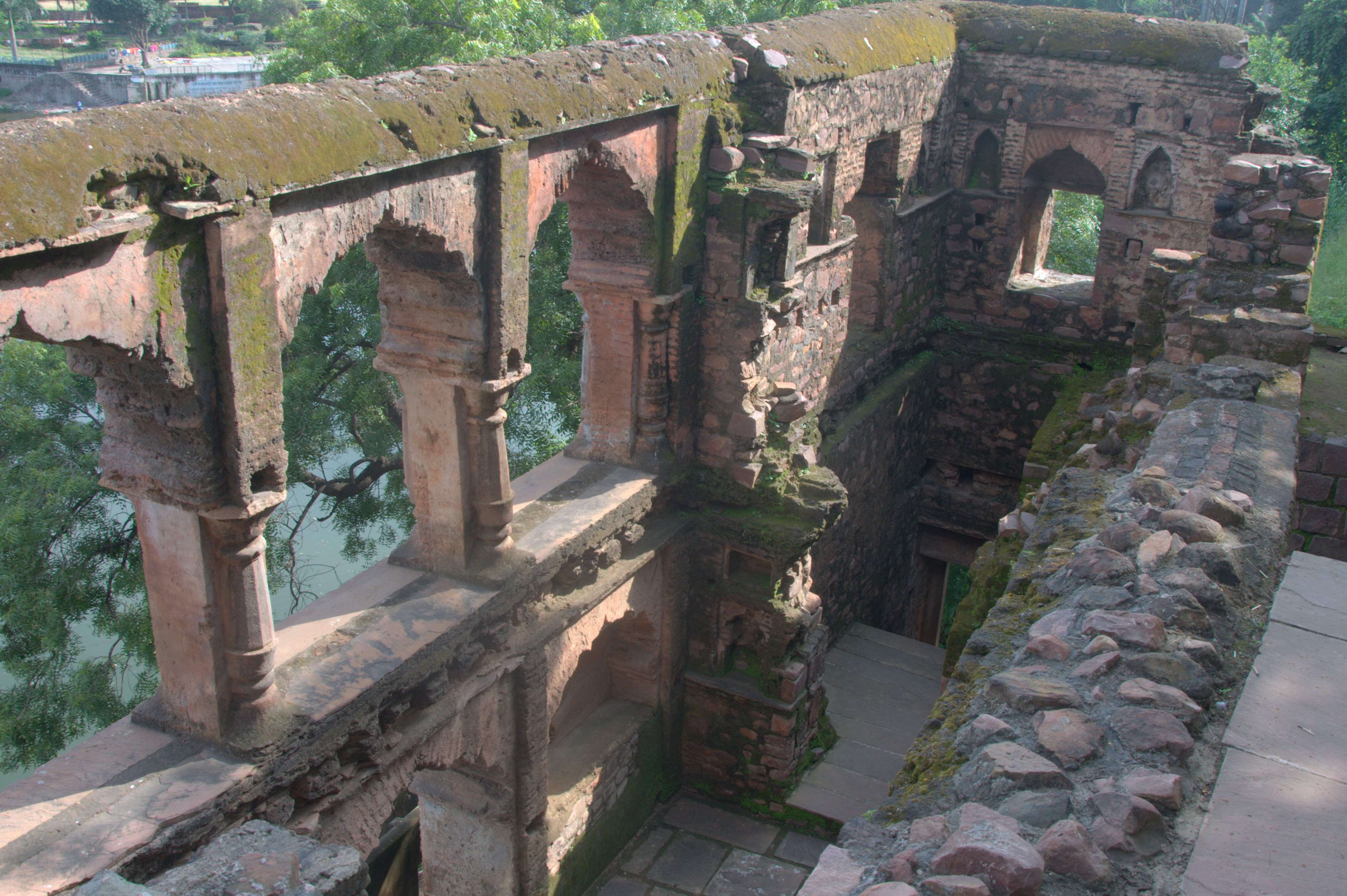
Ruínas do palácio de Rani Kamlapati

Nos anos de 1710, a área a redor do lago mais alto de Bhopal estava majoritariamente habitada pelas tribos Bhil e Gond. Nizã Xá, o mais forte dos chefes militares Gond locais, governou o seu território do forte Ginnor (o território de Ginnorgarh no atual distrito de Sehore). Ginnor foi considerado um forte impenetrável, localizado numa rocha de dois mil pés de altura, e cercado pela floresta. Rani Kamlapati (ou Kamlavati), a filha de Chaudhari Kirpa-Ramchandar, era uma das sete esposas de Nizã Xá. Ela era famosa por sua beleza e por seus talentos: as lendas locais diziam que ela era mais bonita que uma pari (fada).

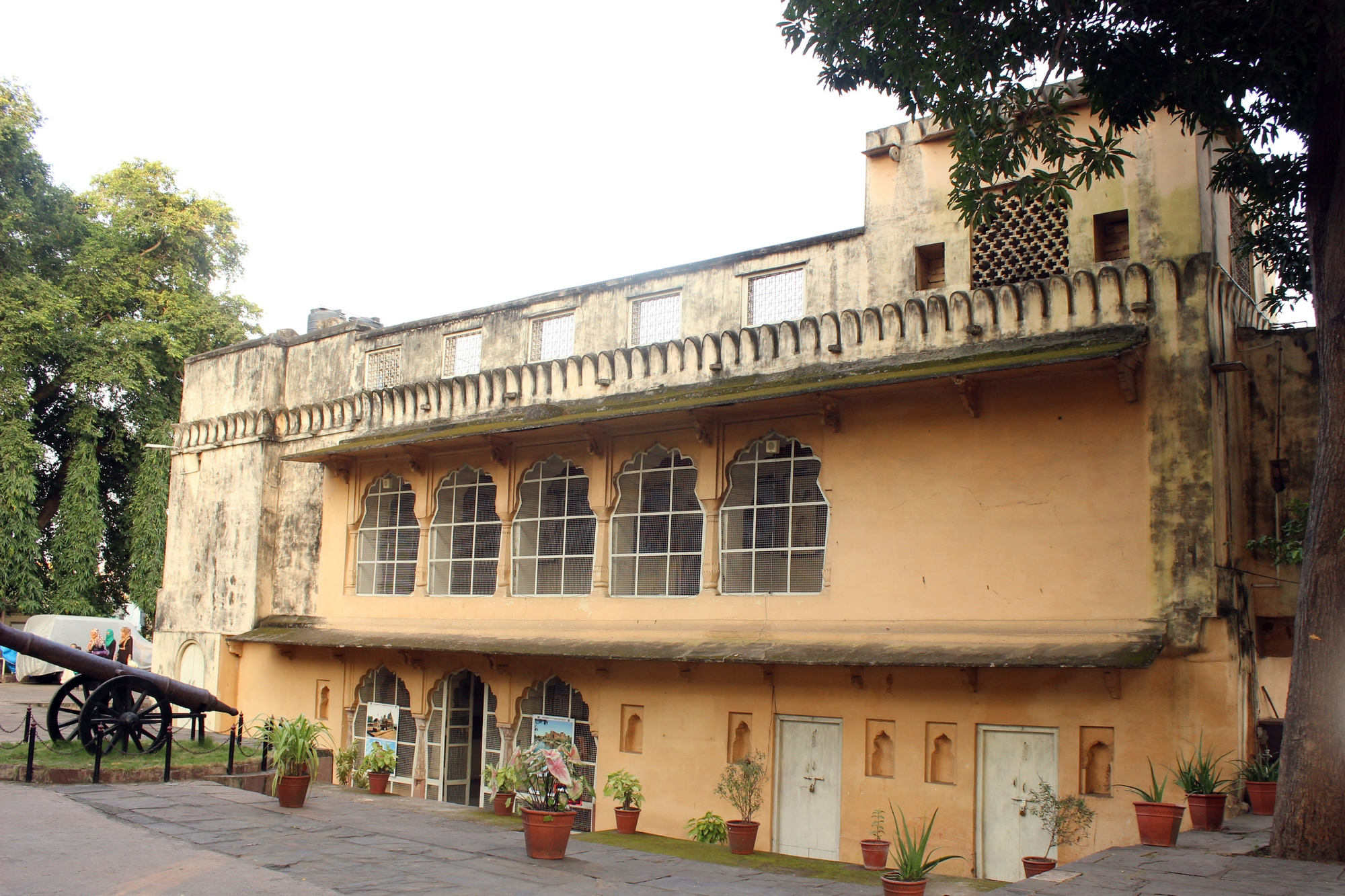
Kamalapati Mahal Bhopal

Nizã Xá foi envenenado pelo seu sobrinho Alam Shah (também conhecido como Chain Shah), o Rajá de Chainpur-Bari, que queria se casar com Kamplapati. Kamlapati ofereceu a Dost Maomé Cã cem mil rupias para proteger a sua honra e o seu reino, e para vingar a morte do seu marido. Cã aceitou a oferta e Kamlapati amarrou um rakhi em seu pulso(tradicionalmente amarrado por uma irmã na mão de seu irmão). Cã liderou um exército de afegãos e Gondis para derrotar e matar Alam Shah. O território do rei foi anexado ao reino de Kamlapati. A Rani não tinha cem mil rupias, então ela o pagou com metade do dinheiro e deu a vila de Bhopal como o restante do pagamento. Cã também foi nomeado gerente do estado de Kamlapati, e se praticamente se tornou o governante do reino de Gond. Cã manteve-se leal à Rani e ao filho dela, Nawal Shah, até a morte dela. Historiadores debatem sobre a razão para a lealdade de Cã: alguns dizem que ele se encantou com o charme e a beleza de Kamlapati; outros dizem que ele acreditava em manter a sua palavra com as mulheres (ele também foi leal a Rani de Mangalgarh até a sua morte). Em Annals and antiquities of Rajasthan, James Tod mencionou uma historia popular de como a "Rainha de Ganore" matou Cã com um Vestido Envenenado, quando ele pediu a ela para que se casasse com ele.
Em 1723, Rani Kamlapati cometeu suicídio perto do seu palácio (atualmente o parque de Kamla Park em Bhopal). Dost inicialmente fingiu uma aliança com o filho de Rani, Nawal Shah, que controlava o forte Ginnor, e foi convidado a viver no forte. Cã disfarçou cem dos seus soldados de mulher, e os enviou para  Ginnor em liteiras que supostamente estavam com a sua esposa e família. Os guardas, sem suspeitar de nada, deixou as liteiras entrarem no forte sem examiná-las. A noite, os soldados de Cã mataram Nawal Shah e seus guardas. Cã ficou com o controle do forte Ginnor e com os outros territórios do reino de Kamlapati.

## Desenvolvimento de Bhopal

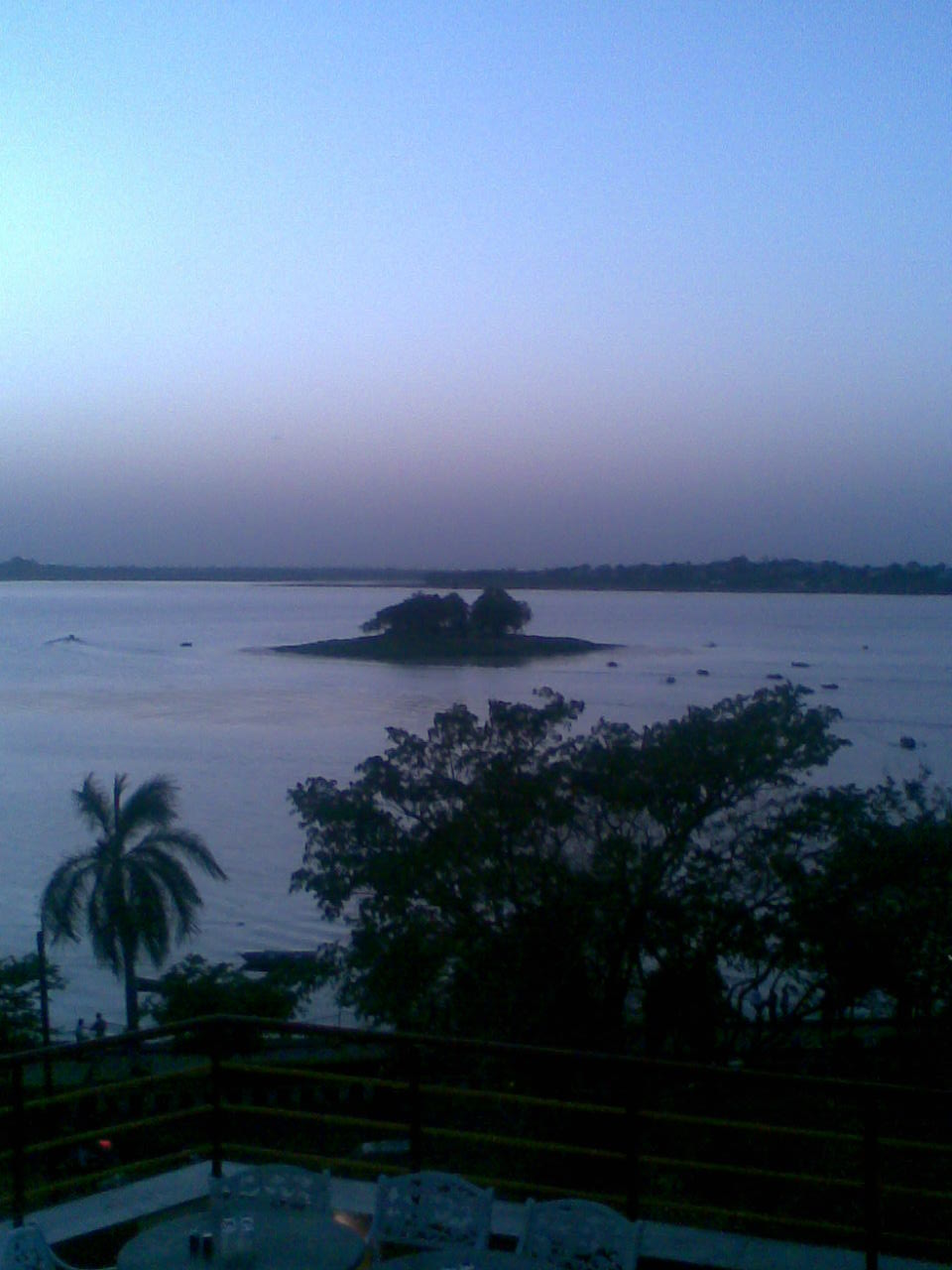
Antes da chegada de Dost Maomé Cã, Bhopal era uma vila no reino de Gond

Dost Maomé Cã governou o seu estado de sua capital em Islamnagar. Na época da morte de Kamlapati, Bhopal era uma vila de apenas mil habitantes no sul de Islamnagar. Um dia, durante uma shikar (caçada), Dost Maomé Cã e sua esposa Fatah Bibi decidiram descansar na vila de Bhopal. Dost pegou no sono, e sonhou que um velho santo havia pedido para ele construir um forte. Ele disse a sua esposa sobre o sonho, que pediu a ele para construir um forte no lugar. Isso resultou na construção do forte de Fatehgarh, nomeado em homenagem a Fatah Bibi. A inauguração do forte foi em 30 de agosto de 1723. A primeira pedra foi colocada por first Qazi Maomé Moazzam de Raisen, que mais tarde se tornou o Cádi (juiz islâmico) de Bhopal. O forte foi expandido para proteger toda a vila de Bhopal. O forte nunca cai nas mãos de um inimigo, e perto de 1880, a cidade foi confinada pelo forte.
A primeira mesquita de Bhopal, a Dhai Seedi Ki Masjid, também foi construída nessa época, então os guardas do forte puderam rezar. Um livro escrito a mão do Alcorão com uma tradução persa foi guardado no forte – o livro tinha páginas do tamanho de 5x2.5 (Essa copia foi mais tarde dada a Universidade de al-Azhar pelo descendente de Cã, Nababo Hamidullah). Dost Maomé Cã e sua família gradualmente começaram a usar o forte como sua principal residência,  mesmo que Islamnagar continuasse sendo a capital do seu estado.
Bijay Ram (ou Bijjeh Ram), o chefe Rajput de Shujalpur, foi nomeado dewan (ministro chefe) do estado de Bhopal. Sendo um Hindu, ele ajudou Dost a ganhar o apoio da população local.

## Conflito com Assafe Já I

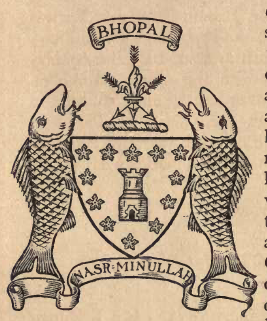
O filho de Dost Maomé Cã, Yar Maomé recebeu de Nizã Almulque a insignia de Maha Muratib (a dignidade do peixe). A insignia se tornou o brasão de armas do Estado de Bopal

Perto dos anos de 1720, Dost Maomé Cã tinha passado de mercenário a governante de um pequeno estado. Após a morte do imperador mogol Aurangzeb, O território de Malwa foi desejado pelos Maratas e por alguns reis de Rajputana. Todos esses poderes foram feitas através de mandatários (como os chefes locais), mesmo que eles ocasionalmente começavam ataques punitivos para quem não pagassem seus tributos. Dost Maomé Cã manteve sua lealdade aos mogóis enviando presentes caros (como elefantes) e enviando cartas ao imperador mogol, que era controlado pelos Irmãos Saíde. O Imperador Farrukhsiyar deu a ele o título de Nababo Diler Jung, provavelmente recomendado pelos Irmãos Saíde. Dost também preveniu as invasões Marata pagando os tributos.
Em 1719, os Irmãos Saíde assassinaram o imperador Farrukhsiyar, que estava conspirando contra eles. Consequentemente, eles colocaram Rafi Ul-Darjat e Rafi ud-Daulah como imperadores, ambos morreram de doença em 1719. Maomé Xá ascendeu ao trono com a ajuda dos Irmãos Saíde, que atuaram como seus regentes até 1722. A hostilidade entre os Irmãos Saíde e o nobre rival, Nizã Almulque, estava crescendo ao longo dos anos. Dost Maomé Cã conhecia o poder de Nizã Almulque, que era o Subadar (Governador) de Malwa; ele tinha visto o seu exército passando por Bhopal em seu caminho para Decão no sul. Entretanto, ele se aliou a corte mogol controlada pelos Irmãos Saíde, com quem ele havia desenvolvido uma amizade próxima.
Em 1720, os Irmãos Saíde liberaram um exército mogol liderado por Dilawar Ali Cã contra o Nizã em Malwa. Quando Dost Maomé Cã foi pedido para apoiar  esse exército, ele enviou um contingente comandado pelo seu irmão Mir Ahmad Cã para lutar do lado dos mogóis. O exército mogol cercou o Nizã em Burhanpur perto de Khandwa em 19 de junho de 1720, mas foi decisivamente derrotado por ele, que era apoiado pelos Maratas. Dilawar Cã, Mir Ahmad e outros generais enviados pelos Irmãos Saíde foram mortos em batalha, e o exército de Dost Maomé Cã foram forçadas a se render em Malwa e foi capturado pelos auxiliares Marata do Nizã. Assim, Dost ganhou a inimizade do Nizã e dos Marata por se opor a eles.
Consequentemente, Nizã Almulque ajudou o imperador Maomé Xá a matar os Irmãos Saíde. Após ter estabelecido um controle sob Decão, ele decidiu punir Dost Maomé Cã por apoiar os Irmãos Saíde. Em 23 de março de 1723, ele enviou um exército para Bhopal. Depois de um breve cerco, Cã concordou em se render no dia seguinte. Ele arrumou um caro banquete de boas vindas para o Nizã, o presenteou com um elefante e deixou o seu exército em um Outeiro rebatizado de Nizam tekri (Outeiro do Nizã) em honra ao Nizã. Ele concordou em ceder parte de seu território incluindo o forte de Islamnagar. Ele também pagou tributos de dez laques com a promessa de pagar o resto depois. Ele também foi forçado a enviar o seu filho de quatorze anos e herdeiro Iar Maomé Cã para Hiderabade, como um refém.
O Nizã assumiu o controle de Bhopal, e nomeou Dost Maomé Cã como um kiledar (comandante de forte).

## Morte e legado

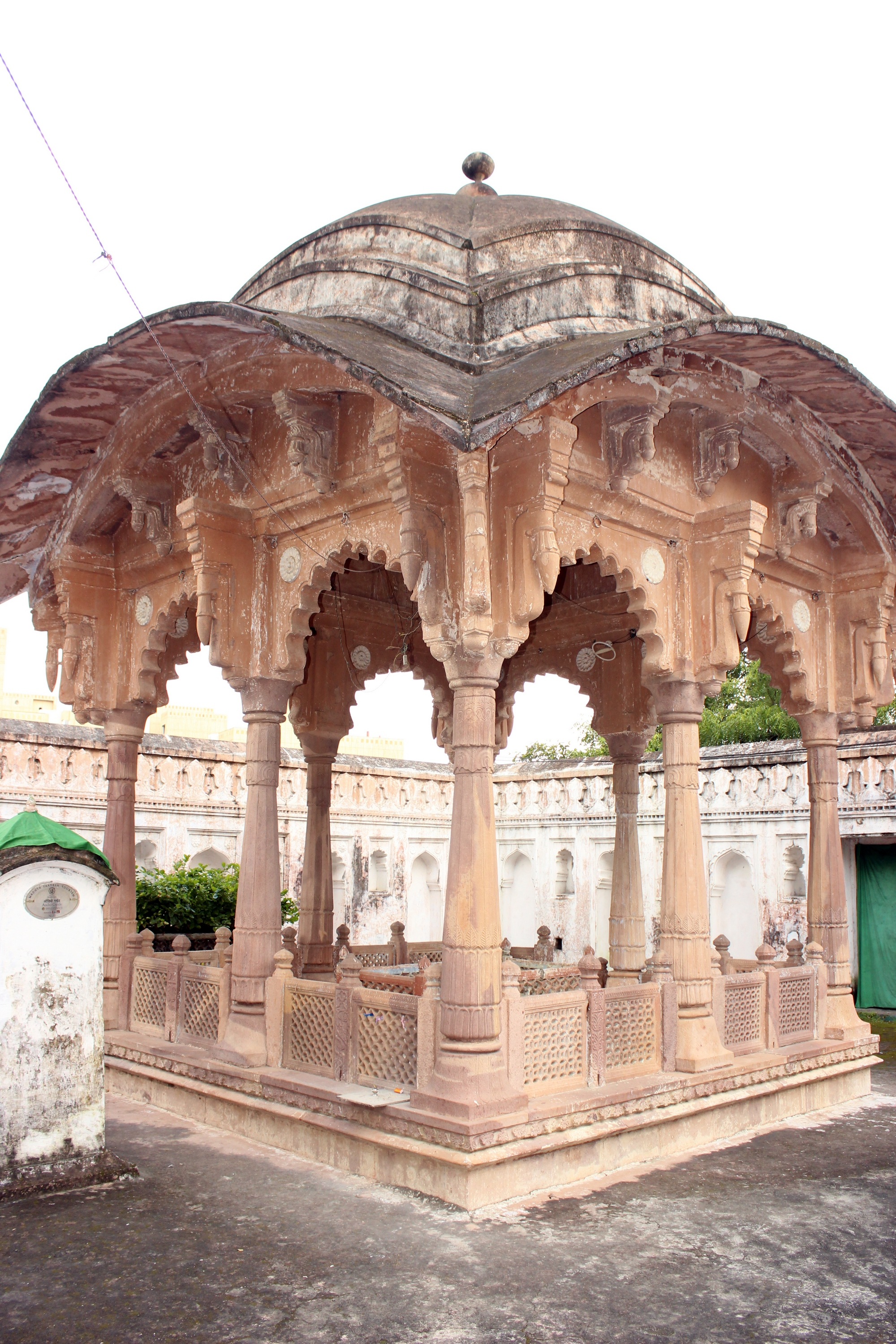
Mausoléu de Dost Maomé Cã em Bhopal

Em seus anos finais, em que foi humilhado pelo Nizã, a agressividade de Cã diminuiu consideravelmente. Ele viu inspiração nos misticos e santos sufistas, e se tornou um espirita. Ele deu um sinal de desaprovação para o seu irmão por profanar uma estatua budista em Sanchi. Ele encorajou muitos estudantes, hakeems (doutores) e artistas a morar em Bhopal. Muitos pastós, incluindo aqueles dos clãs Yusufzai, Rohilla e Feroze clans, se assentaram em Bhopal durante o seu reinado devido ao desenvolvimento relativamente pacífico da área.
Dost Maomé Cã faleceu de uma doença em março de 1728. Foi dito que ele tinha trinta feridas no seu corpo devido as várias lutas em que ele participou. Ele foi sepultado no forte de Fatehgarh com a sua esposa Fatah Bibi.
Dost Maomé Cã teve cinco filhas e seis filhos. Ele se casou várias vezes, mas apenas poucas esposas viveram muito tempo. Quatro de seus filhos foram da sua primeira mulher, Mehraj Bibi. Kunwar Sardar Bai (mais tarde conhecida como Fatah Bibi), sua esposa favorita de descendência Rajput não teve filhos, mas adotou um garoto chamado Ibrahmin Cã. Cã teve três filhos com Jai Kunwar (mais tarde conhecida como Taj Bibi), que foi apresentada a ele pelo  zamindar (chefe dono de terras) de Kaliakheri.
A corte de Bhopal nomeou o filho mais novo de Cã, Sultão Mohammad, como o seu sucessor. Sultão Mohammad Cã tinha sete ou oito anos de idade na época. O Nizã contrariou a nomeação e enviou o filho refém de Dost Yar Maomé Cã para Bhopal com mil homens de cavalaria. Yar Maomé Cã era o filho mais velho de Dost, mas não era o filho de sua primeira esposa, Mehraj Bibi; ele pode ter sido filho de uma consorte depois que Dost foi a Malwa. A corte de Bhopal se recusou a dar a ele o título de Nababo a ele porque ele era um filho ilegitimo de Dost. Yar Maomé, entretanto, conseguiu cumprir as funções reais como um regente.
O estado de Bhopal mais tarde se tornou um protetorado da Índia Britânica, e foi governado pelos descendentes de Dost Maomé Cã até 1949, quando se uniu a recém independente União da Índia.